# Saxifraga cochlearis
Espèce
Classification phylogénétique
Statut de conservation UICN

 LC  : Préoccupation mineure
Saxifraga cochlearis, la Saxifrage cochléaire, saxifrage en forme de coquille ou saxifrage à feuilles en cuillère, est une espèce de plantes à fleurs du genre Saxifraga et de la famille des Saxifragacées. C'est une plante herbacée vivace endémique des Alpes maritimes et ligures.

## Description

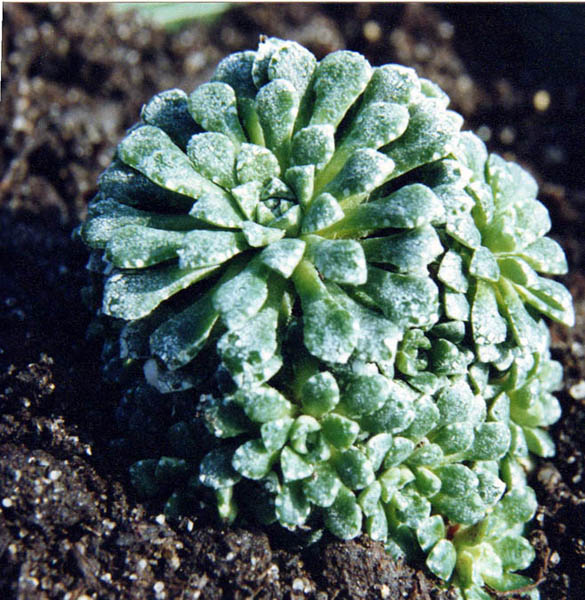
Rosette de feuilles en cuillère.

C'est une plante haute de 5 à 40 cm, aux feuilles disposées en rosette, rigides, épaisses, étroites puis s'élargissant en forme de cuillère. La face inférieure porte sur son bord des pores entourés de dépôts calcaires blancs. Les fleurs à 5 pétales blancs piquetés de rouge se situent au sommet de longues tiges velues, glanduleuses, ramifiées.

## Habitat
La plante pousse sur des rochers calcaires, dans le Mercantour, jusqu'à une altitude de 1 900 m.

## Protection
En France, c'est une espèce réglementée de portée régionale : liste des espèces végétales protégées en région Provence-Alpes-Côte-d'Azur : Article 1.

## Taxonomie
Un cultivar est signalé par BioLib : cultivar Saxifraga cochlearis 'Hostii'